# NGC 176
NGC  176 es un cúmulo abierto ubicado alrededor de 3,5 millones de años luz en la constelación de Tucana.  Fue descubierto el 12 de agosto de 1834 por John Herschel.